# Lac Cyohoha Nord
Le lac Cyohoha Nord est situé dans le district de Bugesera, dans la province orientale du Rwanda.

## Géographie
Le lac Cyohoha Nord est situé au nord du lac Cyohoha Sud. L'eau s'écoule dans le lac depuis le Marais Murago au Burundi et s'écoule vers l'ouest dans l'Akanyaru (de),,. Cependant, la surface de l’eau du lac Cyohoha Nord a considérablement diminué, de sorte qu’il est pratiquement à sec depuis le début de l’année 2000. La surface d'eau restante est de 0,56 km²,. Autrefois, lors des crues, il était de 12 km². Le lac peu profond était de 12 km de long et environ 1 km de long,.

## Flore et faune
Les espèces végétales envahissantes trouvées dans le lac comprennent le cornifle rugueux ( Ceratophyllum demersum ), le potamot frisé ( Potamogeton crispus ) et le nénuphar étoilé ( Nymphaea nouchali).
La faune piscicole comprend le tilapia, le poisson-chat prédateur africain et le poisson-poumon africain.